# Nothoscordum gaudichaudianum
Nothoscordum gaudichaudianum är en amaryllisväxtart som beskrevs av Carl Sigismund Kunth. Nothoscordum gaudichaudianum ingår i släktet vaniljlökar, och familjen amaryllisväxter. Inga underarter finns listade i Catalogue of Life.